# Viktor Grinjar
Viktor Grinar (fr. François Auguste Victor Grignard; Šerbur, 6. maj 1871 – Lion, 13. decembar 1935) je bio francuski hemičar, najpoznatiji po Grinjarovoj reakciji. Za njeno otkriće je dobio Nobelovu nagradu za hemiju 1912. godine, podijelivši je sa sunarodnjakom Polom Sabatjeom.
Za vreme prvog svetskog rata je za francusku vladu radio na proizvodnji fozgena i metodama detekcije iperita.

## Literatura
- G. Bram; E. Peralez; J.-C. Negrel; M. Chanon (1997). „Victor Grignard et la naissance de son réactif”. Comptes Rendus de l'Académie des Sciences - Series IIB - Mechanics-Physics-Chemistry-Astronomy. 325 (4): 235—240. Bibcode:1997CRASB.325..235B. doi:10.1016/S1251-8069(97)88283-8.
- Blondel-Megrelis M (2004). „Victor Grignard Conference and Traité de Chimie organique”. Actualité Chimique. 275: 35—45.
- Hodson, D. (1987). „Victor Grignard (1871-1935)”. Chemistry in Britain. 23: 141—2.
- Philippe Jaussaud (2002). „Grignard et les terpènes”. Actualité Chimique. 255: 30.

## Spoljašnje veze
- Nobel Lecture The Use of Organomagnesium Compounds in Preparative Organic Chemistry from Nobelprize.org website
- Biography Biography from Nobelprize.org website
- Comptes Rendus